# 新车公路
新车公路，是位于上海市的一条省级公路（松江区区管公路），被编为上海省道226。该道路北至沪昆高速新桥出口，南至车墩镇北松公路，经过松江区新桥镇、车墩镇等行政区，全长4.767公里，以新桥、车墩各取一个字得名。

## 建设
1982年，上海市城市建设局、松江县和上海县人民政府联合提出莘庄—车墩一级公路和新桥—松江二级公路的实施报告；1983年5月19日，市政府同意修建莘车一级公路和改建新松二级公路。1984年，车新二级公路正式开工。

## 翻修
该道路经过很多工厂，且经过车墩、新桥两个大型集镇，车流量极为庞大，通行能力不足。2016年7月开始，有约50通投诉电话打到上海市夏令热线平台，反馈该道路新桥段早高峰期间极为拥堵，因为交通违法问题拥挤更加严重；松江区相关政府部门决定对新车公路进行改造和疏导。2017年7月11日，改建整治工程完工，借用沈海高速高架下的空间疏解非机动车交通，并设置了部分交通禁令。2018年7月20日，松江区区长接受上海新闻广播采访时表示，新车公路未来将从双向二快车道二慢车道改建为双向六车道，并将改造九新公路以纾解拥堵。

## 主要交会道路（北向南）
- 沈海高速、 沪昆高速
- 九新公路
- 新效路
- 新镇街/民益路
- 书林路/新界路
- 松闵路/三浜路
- 南乐东路/南乐路
- 车泾路
- 北松公路（ 320国道）接车亭公路